# Dumb Money – Schnelles Geld
Dumb Money – Schnelles Geld (Originaltitel Dumb Money) ist eine Tragikomödie von Craig Gillespie. Die Filmbiografie basiert auf einem Buch von Ben Mezrich. Die Premiere erfolgte im September 2023 beim Toronto International Film Festival. Der Kinostart in Deutschland erfolgte am 2. November 2023.

## Literarische Vorlage
Der Film basiert auf dem Buch The Antisocial Network: The GameStop Short Squeeze and the Ragtag Group of Amateur Traders That Brought Wall Street to Its Knees von Ben Mezrich aus dem Jahr 2021. Eine der Hauptfiguren in dem Buch ist Keith Gill, auch bekannt unter seinen Pseudonymen DeepFuckingValue und Roaring Kitty. Er pries die Aktien von GameStop, einer US-amerikanischen Einzelhandelskette für Computerspiele und Unterhaltungssoftware, in YouTube-Videos an und trug dabei Kleidung im Game-of-Thrones-Stil. Gills Analysen der GameStop-Aktie wurden von Fachleuten als Faktor für deren Wertsteigerung im Januar 2021 und als Auslöser des anschließenden Anstiegs des Handelsvolumens gesehen.
Von Mezrichs Werken wurden zuvor bereits einige verfilmt, so sein Buch The Accidental Billionaires: The Founding of Facebook: A Tale of Sex, Money, Genius and Betrayal. aus dem Jahr 2009 über Mark Zuckerberg und Facebook, das Aaron Sorkin für David Finchers Film The Social Network adaptierte und für das Drehbuch mit dem Oscar ausgezeichnet wurde.

## Produktion

### Filmstab und Besetzung

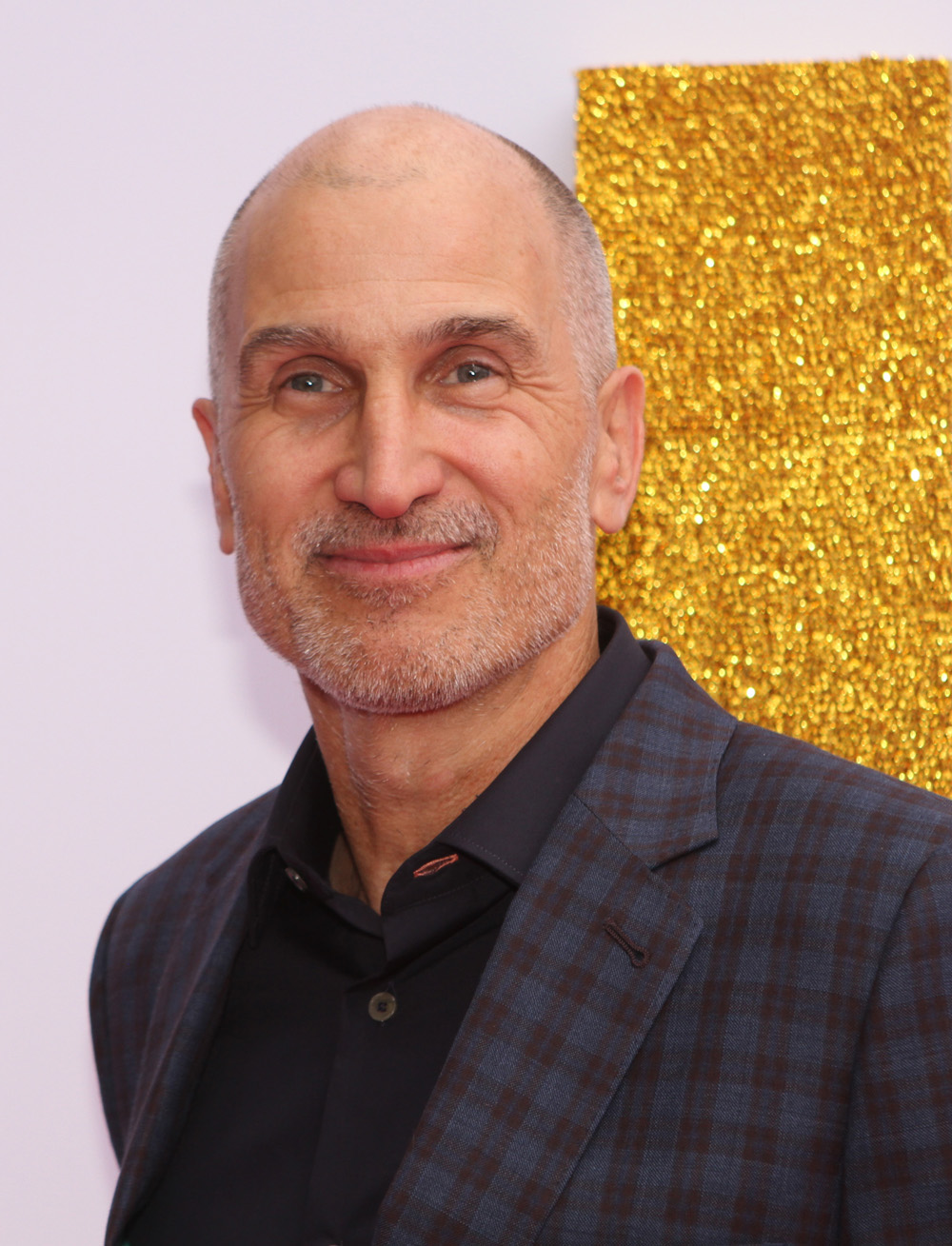
Regisseur Craig Gillespie

Regie führte der Australier Craig Gillespie. Zu seinen letzten Arbeiten gehören das Historiendrama The Finest Hours, die Filmbiografie I, Tonya und die Kriminalkomödie Cruella. Das auf The Antisocial Network basierende Drehbuch schrieben Lauren Schuker Blum und Rebecca Angelo.
Seth Rogen ist in der Rolle des Fondsgründers Gabe Plotkin zu sehen und Paul Dano in der Rolle von Keith Gill. Pete Davidson spielt seinen Bruder Kevin Gill und Shailene Woodley seine Ehefrau Caroline Gill. Anthony Ramos spielt Marcos, einen Angestellten von GameStop, und Dane DeHaan dessen Chef. Myha’la Herrold und Talia Ryder stellen Riri und Harmony dar, zwei Studentinnen und Investorinnen. Sebastian Stan spielt Vladimir Tenev und Rushi Kota spielt Baiju Bhatt, die Gründer des Finanzdienstleistungsunternehmens Robinhood. Nick Offerman ist in der Rolle des Hedgefonds-Managers und Chief Executive Officers des Finanzdienstleisters Citadel LLC. Kenneth C. Griffin zu sehen und Vincent D’Onofrio in der Rolle des Hedgefonds-Managers Steven A. Cohen.

### Dreharbeiten, Filmschnitt und Filmmusik
Die Dreharbeiten fanden von Oktober bis November 2022 in New Jersey statt. Aufnahmen entstanden auch an der Saint Elizabeth University in Morris. Auf dem Campus der Universität wurde bereits Aaron Sorkins Film The Trial of the Chicago 7 gedreht. Als Kameramann fungierte Nicolas Karakatsanis.
Für den Filmschnitt arbeitete Gillespie mit dem Filmeditor und Oscarpreisträger Kirk Baxter zusammen.
Die Filmmusik komponierte der Brite Will Bates, der zuletzt für den Science-Fiction-Film Bliss von Mike Cahill und den Abenteuerfilm Im Herzen des Dschungels von Michael Haussman tätig war. Das Soundtrack-Album mit insgesamt 18 Musikstücken soll am 22. September 2023 von Milan Records als Download veröffentlicht werden.

### Veröffentlichung
Die Weltpremiere fand am 8. September 2023 beim Toronto International Film Festival statt. Am 15. September 2023 kam der Film in ausgewählte US-Kinos. Ende September 2023 wird er beim San Sebastian International Film Festival gezeigt. Ende September 2023 wurde der Film beim Zurich Film Festival vorgestellt. Der Kinostart in Deutschland erfolgte am 2. November 2023.

## Rezeption

### Kritiken
Von den bei Rotten Tomatoes aufgeführten Kritiken sind 84 Prozent positiv bei einer Bewertung von 6,8 von 10. Auf Metacritic erhielt der Film einen Metascore von 66 von 100 möglichen Punkten.

### Einsatz im Unterricht

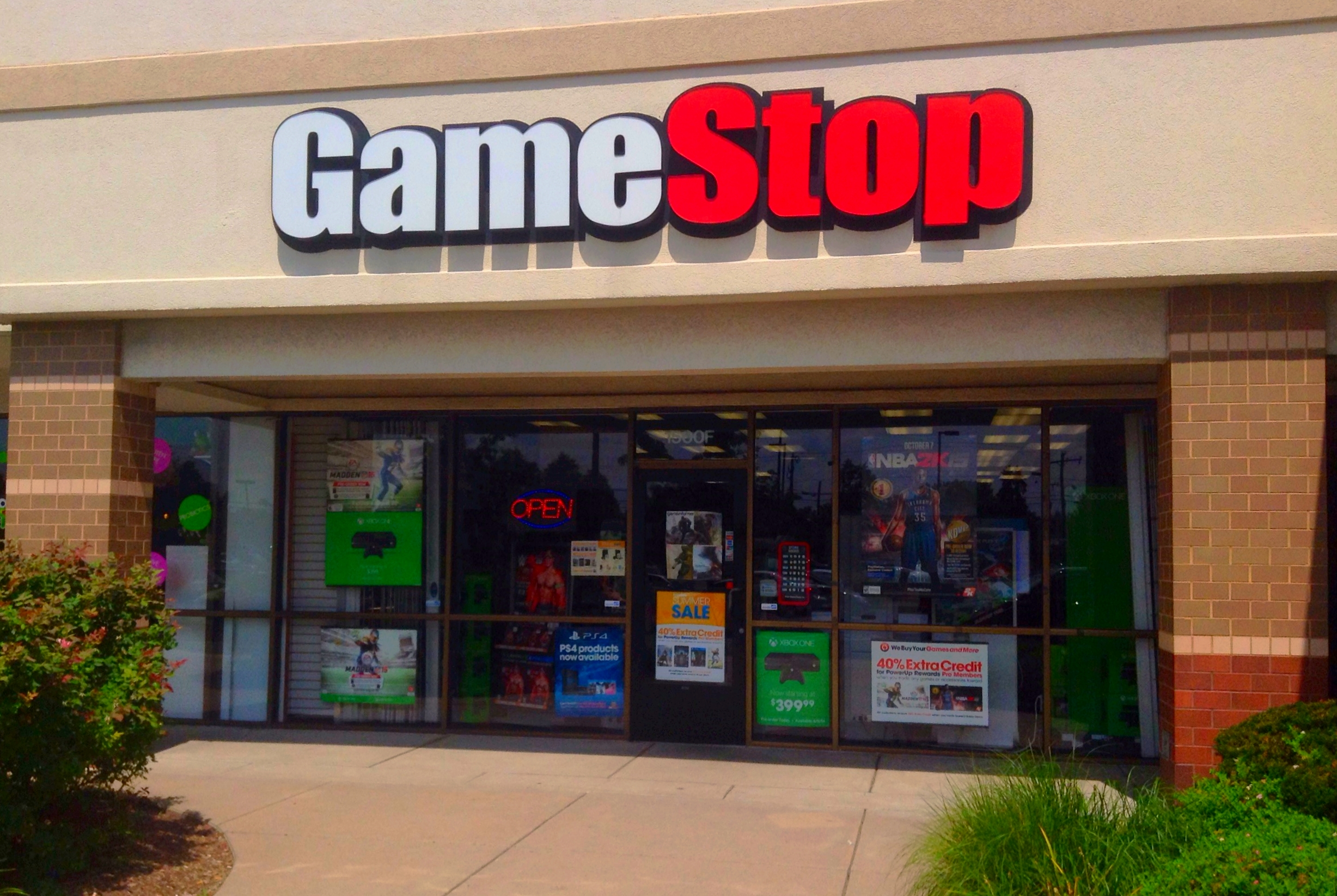
Angeheizt durch Keith Gill stiegen Anfang 2021 viele Privatanleger in die Aktie von GameStop ein

Das Onlineportal kinofenster.de empfiehlt Dumb Money ab der 10. Klasse für die Unterrichtsfächer Wirtschaft, Informatik, Englisch, Ethik und Sozialwissenschaften und bietet Materialien zum Film für den Unterricht. Dort schreibt Christian Horn, im Fach Wirtschaft könne der Hype um GameStop zum Anlass genommen werden, die grundlegenden Mechanismen und ethischen Implikationen des Aktienmarkts zu besprechen. Diskutiert werden könne auch das Postulat vom freien Internet, das durch den forcierten Kaufstopp der Aktie auf Robinhood in Frage gestellt wird. Eine Analyse der filmischen Stilmittel könne aufzeigen, wie Craig Gillespie die Aktion als popkulturelles Phänomen mit handfesten sozioökonomischen Folgen darstellt.

## Synchronisation
Die deutsche Synchronisation entstand nach einem Dialogbuch von Tobias Neumann und der Dialogregie von Tobias Müller im Auftrag der EVA Studios Germany GmbH in Berlin.
| Rolle                         | Darsteller        | Synchronsprecher   |
| ----------------------------- | ----------------- | ------------------ |
| Keith Gill                    | Paul Dano         | Timmo Niesner      |
| Caroline Gill                 | Shailene Woodley  | Janin Stenzel      |
| Baiju Bhatt                   | Rushi Kota        | Kaze Uzumaki       |
| Brad                          | Dane DeHaan       | Konrad Bösherz     |
| Kevin Gill                    | Pete Davidson     | Jan Makino         |
| David Faber                   | David Faber       | Frank Röth         |
| Kenneth C. Griffin            | Nick Offerman     | Olaf Reichmann     |
| Gabe Plotkin                  | Seth Rogen        | Tobias Kluckert    |
| Briggsy                       | Deniz Akdeniz     | Tim Knauer         |
| Chris                         | Larry Owens       | Tobias Schmitz     |
| Elaine Gill                   | Kate Burton       | Marina Krogull     |
| Harmony Williams              | Talia Ryder       | Léa Mariage        |
| Jennifer „Jenny“ Campbell     | America Ferrera   | Magdalena Turba    |
| Kenneth C. Griffins Anwalt #1 | Sal Rendino       | Johannes Berenz    |
| Lehrerin                      | Anna Fikhman      | Anna Dramski       |
| Marcos Barcia                 | Anthony Ramos     | Sascha Werginz     |
| Marcos Barcias Vater          | Gerardo Rodriguez | Abelardo Decamilli |
| Norman Ashkenas               | Tim Hayes         | Erich Räuker       |
| Riri                          | Myha’la Herrold   | Flavia Vinzens     |
| Steve Gill                    | Clancy Brown      | Oliver Stritzel    |
| Steven A. Cohen               | Vincent D’Onofrio | Christian Weygand  |
| Vladimir Tenev                | Sebastian Stan    | Björn Schalla      |
| Yaara Plotkin                 | Olivia Thirlby    | Anne Helm          |